# NGC 5058
NGC 5058 (również PGC 46241 lub UGC 8345) – galaktyka spiralna (Sbc), znajdująca się w gwiazdozbiorze Panny w odległości około 55 milionów lat świetlnych od Ziemi. Odkrył ją Wilhelm Tempel 2 czerwca 1883 roku.
NGC 5058 posiada podwójne jądro, gdyż tworzą ją dwie galaktyki znajdujące się w zaawansowanej fazie połączenia.